# I’m Not Good at Having Fun
I’m Not Good at Having Fun – debiutancki album polskiej piosenkarki i gitarzystki indie folkowej i bluesowej Agaty Karczewskiej, wydany 29 marca 2019 przez niezależną oficynę OFFbeat. Singlem zapowiadającym płytę został utwór country pt. Fool, popularny m.in. na antenie Programu Trzeciego Polskiego Radia. Album uzyskał nominację do Fryderyka 2020 w kategorii Album Roku Blues.

## Lista utworów
| Nr  | Tytuł utworu                 | Długość |
| --- | ---------------------------- | ------- |
| 1.  | „Fool”                       | 3:16    |
| 2.  | „Envy Is My Sin”             | 3:56    |
| 3.  | „November Blue”              | 3:26    |
| 4.  | „Crave”                      | 3:44    |
| 5.  | „Gone with the Wind”         | 3:34    |
| 6.  | „Halo”                       | 3:48    |
| 7.  | „Another Way to Say Goodbye” | 4:01    |
| 8.  | „Declare Your Wish”          | 4:05    |
| 9.  | „My Name Is Eve”             | 4:26    |
| 10. | „Gilbert Blythe”             | 6:27    |
| 11. | „Pretty Wise”                | 2:49    |
|     |                              | 43:32   |